# Spatalia dives
Spatalia dives är en fjärilsart som beskrevs av Charles Oberthür 1884. Spatalia dives ingår i släktet Spatalia och familjen tandspinnare. Inga underarter finns listade i Catalogue of Life.